# Eremias novo
Eremias novo — вид ящірок роду ящурка (Eremias) родини ящіркових (Lacertidae). Іноді вважається підвидом Eremias montanus.

## Поширення
Eremias novo є ендеміком гір Загрос в Ірані. Голотип описаний в 21 км від міста Хамедан.

## Спосіб життя
Населяє кам'янисті пустелі на висоті до 2700 м над рівним моря.